# Lisotrigona mohandasi
Lisotrigona mohandasi là một loài Hymenoptera trong họ Apidae. Loài này được Jobiraj & Narendran mô tả khoa học năm 2004.